# Raven de la Croix
Raven De La Croix (* 24. August 1947 in New York City, New York), eigentlich Lynn Christie Ann Martin, ist eine US-amerikanische Schauspielerin. Ihre erste Filmrolle, welche zugleich ihre bekannteste ist, hatte sie in Russ Meyers Film Drüber, drunter und drauf.

## Filmografie (Auswahl)
- 1976: Drüber, drunter und drauf (Up!)
- 1977: Highschool Story (The Chicken Chronicles)
- 1978: Jokes My Folks Never Told Me
- 1980: Blues Brothers (The Blues Brothers, nicht aufgeführt)
- 1982: Hear No Evil
- 1983: Screwballs – Das affengeile Klassenzimmer (Screwballs)
- 1985: Drei Engel auf der Todesinsel (The Lost Empire, als Schauspielerin, Aufnahmeleiterin, Kostümdesignerin, Tierbetreuerin und Stuntfrau)
- 1987: Heat and Sunlight
- 1996: The Elastic Zenith (Erzählerin, Co-Produzentin)
- 2001: The Double-D Avenger
- 2005: Frankenstein vs. the Creature from Blood Cove
- 2006: Alien Secrets (als Schauspielerin, Co-Produzentin)